# Életem legrosszabb éve, ...már megint
Az Életem legrosszabb éve, ...már megint (eredeti cím: Worst Year of My Life, Again!) ausztrál televíziós filmsorozat, amelynek zenéjét Darren Middleton és Simon Walbrook szerezte. Ausztráliában az ABC3 vetítette, Magyarországon a Megamax sugározta.

## Szereplők
| Szereplő         | Színész(nő)       | Magyar hang     |
| ---------------- | ----------------- | --------------- |
| Alex King        | Ned Napier        | Baráth István   |
| Simon Birch      | Laurence Boxhall  | Penke Bence     |
| Maddy Kent       | Tiarnie Coupland  | Károlyi Lili    |
| Nicola Grey      | Lana Golja        | Gulás Fanni     |
| Parker           | Xander Speight    | Ungvári Gergő   |
| Amy              | Jessie Blot       |                 |
| Loren            | Kaiting Yap       |                 |
| Howe             | Liam Erck         | Czető Ádám      |
| "La gran" Hannah | Bellamy Duke      |                 |
| Toby             | Fergus McLaren    |                 |
| Troy             | Kingsley O'Connor | Pálmai Szabolcs |

## Epizódok
| #   | Eredeti cím     | Magyar cím       | Eredeti premier   | Magyar premier   |
| --- | --------------- | ---------------- | ----------------- | ---------------- |
| 1.  | Happy Birthdays | A szülinap       | 2014. április 26. | 2016. június 7.  |
| 2.  | Valentine's Day | Valentin-nap     | 2014. május 3.    | 2016. június 8.  |
| 3.  | Beach           | Para a parton    | 2014. május 10.   | 2016. június 9.  |
| 4.  | April Fool      | Április bolondja | 2014. május 17.   | 2016. június 10. |
| 5.  | Sam's Party     | Sam bulija       | 2014. május 24.   | 2016. június 11. |
| 6.  | Maths Test      | Matekdolgozat    | 2014. május 31.   | 2016. június 12. |
| 7.  | Match Day       | A nagy meccs     | 2014. június 7.   | 2016. június 13. |
| 8.  | Cross Country   | Országos futam   | 2014. június 14.  | 2016. június 14. |
| 9.  | School Play     | Iskolai előadás  | 2014. június 21.  | 2016. június 15. |
| 10. | Halloween       | Halloween        | 2014. június 28.  | 2016. június 16. |
| 11. | Concert Tickets | A koncert        | 2014. július 5.   | 2016. június 17. |
| 12. | Christmas       | Karácsony        | 2014. július 12.  | 2016. június 18. |
| 13. | The Last Day    | Az utolsó nap    | 2014. július 19.  | 2016. június 19. |